# Anass Achahbar
Anass Achahbar (* 13. ledna 1994, Haag) je nizozemský fotbalový útočník marockého původu, který v současné době hraje ve Feyenoordu.

## Klubová kariéra

### Feyenoord
Anass Achahbar debutoval v profesionálním fotbale 28. srpna 2011, když v 81. minutě nahradil na hřišti Kelvina Leerdama v domácím ligovém utkání proti klubu SC Heerenveen (remíza 2:2).
V úvodním zápase 4. předkola Evropské ligy 2012/2013 23. srpna 2012 se střetl Feyenoord doma se Spartou Praha a hosté vedli po prvním poločase 0:2 góly Václava Kadlece. Achahbar přišel na hřiště v 81. minutě a v nastaveném čase (93. minuta) po stříleném přízemním centru do pokutového území Sparty vyrovnával patičkou na konečných 2:2. Byla to jeho první trefa v dresu Feyenoordu. V pražské odvetě však Feyenoord prohrál 0:2 a do základní skupiny Evropské ligy nepostoupil. Achahbar střídal v 80. minutě na hřišti Sekou Cissého.

### Arminia Bielefeld
22. srpna 2013 odešel na roční hostování do německého klubu Arminia Bielefeld.

## Reprezentační kariéra
Anass Achahbar byl členem vítězného nizozemského mládežnického týmu do 17 let, jenž v roce 2011 vyhrál Mistrovství Evropy hráčů do 17 let konané v Srbsku. Ve stejném roce hrál i na Mistrovství světa hráčů do 17 let v Mexiku, kde mladí Nizozemci vyhořeli a obsadili s jedním bodem poslední čtvrté místo v základní skupině A.

Zúčastnil se Mistrovství Evropy hráčů do 19 let 2013 v Litvě, kde mladí Nizozemci skončili na nepostupové třetí příčce základní skupiny A.